# Вінніпезький загальний страйк

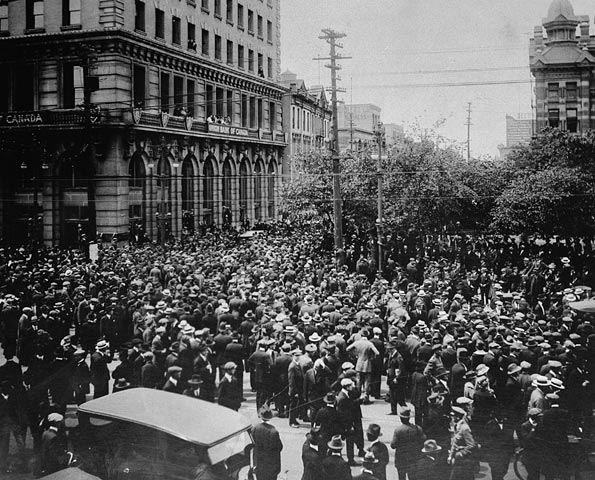
21 червня 1919 року

Вінніпезький страйк — загальний страйк робітників у місті Вінніпег, що проходив в травні-червні 1919 року.
Вінніпезький страйк відбувався в умовах підйому робітничого руху в Канаді після перемоги Жовтневої революції в Росії та закінчення Першої світової війни. Страйк почався 1 травня в українському робітничому домі, який був тоді центром робітничого руху у Вінніпезі. Спочатку у страйку брали участь металісти і будівельники, які вимагали збільшення заробітної плати та визнання профспілок. Але вже до середини травня він переріс у загальний страйк, участь у якому взяли понад 24 тисячі осіб. Протягом місяця влада в місті фактично належала страйковому комітету. Страйк був подавлений в кінці червня 1919 року із застосуванням кінної поліції. 21 червня увійшло в історію як «кривава субота» — при розгоні 25000 маніфестантів двоє робітників були вбиті поліцейськими. Ще чотирьох — емігрантів зі Східної Європи — затримали з метою депортації (у підсумку, вислали двох з них).